# Јесења изложба УЛУС-а (1996)
Јесења изложба УЛУС-а (1996) је одржана у галеријском простору Удружења ликовних уметника Србије, односно у Уметничком павиљону "Цвијета Зузорић", у Београду, у периоду од 19. септембра до 15. октобра 1996. године. Гостујућа изложба се одржала у сарадњи са Галеријом ликовних уметника Републике Српске, у периоду од 25. фебруара до 12. марта 1997. године. Ова изложба се одржала у Бијељини и Приједору.

## О изложби
Избор аутора и дела је извршио Уметнички савет УЛУС-а, кога су чинили:
1. Анђелка Бојовић
2. Зоран Каралејић
3. Милутин Копања
4. Бранка Марић
5. Зоран Марјановић
6. Миодраг Поповић
7. Зоран Поповић
8. Љубица Радовић
9. Невена Хаџи Јованчић
10. Божидар Џмерковић

Добитник награде односно монографије на овој Јесењој изложби је уметница Милица Стевановић.

## Излагачи
Од 19. септембра до 15. октобра:
1. Мирослав Арсић
2. Даница Баста
3. Слободан Бојовић
4. Здравко Велован
5. Звонимир Властић
6. Жарко Вучковић
7. Снежана Гроздановић
8. Сања Грујичић Цупаћ
9. Миленко Дивјак
10. Зоран Димовски
11. Драган Добрић
12. Перица Донков
13. Наташа Дробњак
14. Марио Ђиковић
15. Александар Ђурић
16. Драгослав Живковић
17. Небојша Здравковић
18. Весна Зламалик
19. Момчило Јанковић
20. Татјана Јанковић
21. Љиљана Јарић
22. Милена Јефтић Ничева Костић
23. Драган Соле Јовановић
24. Драгана Јовчић
25. Драгана Јокић
26. Бранимир Карановић
27. Божидар Кићевић
28. Славенка Ковачевић
29. Слободан Ковачевић
30. Дијана Кожовић
31. Милица Којчић
32. Милинко Коковић
33. Милутин Копања
34. Емило Костић
35. Драгослав Крнајски
36. Јадран Крнајски
37. Владислав Коцарев
38. Велизар Крстић
39. Љубомир Кукуљ
40. Зорица Кушић
41. Радомир Кундачина
42. Ранка Лучић Јанковић
43. Маја Љубојевић
44. Властимир Мадић
45. Бојана Максимовић
46. Бранка Марић
47. Весна Марковић
48. Душан Марковић
49. Зоран Миладиновић
50. Зорица Миловановић
51. Миодраг Млађовић
52. Милена Мојсић
53. Ева Мрђеновић
54. Миодраг Нагорни
55. Драган Николић
56. Љубица Николић
57. Ђорђе Одановић
58. Зорица Павковић Бижић
59. Бранимир Пауновић
60. Михаило М. Петковић
61. Рајко Попивода
62. Александар Поповић
63. Зоран Пурић
64. Светлана Раденовић
65. Ђуро Радоњић
66. Предраг Рака Ракићевић
67. Бранко Раковић
68. Владислава Саблић
69. Свјетлана Салић
70. Рада Селаковић
71. Жарко Смиљанић
72. Драган Совиљ
73. Ђорђе Соколовски
74. Драгољуб Станковић
75. Милица Стевановић
76. Милорад Степанов
77. Љиљана Стојановић
78. Катарина Стојић
79. Невенка Стојсављевић
80. Јелена Тамбурић
81. Зорица Тасић
82. Томислав Тодоровић
83. Станка Тодоровић
84. Драгиша Ћосић
85. Мариела Цветић
86. Биљана Црнчанин
87. Ђорђије Црнчевић
88. Бранислав Фотић
89. Даниела Фулгоси
90. Александра Хорват

Од 25. фебруара до 12. марта:
1. Мирослав Арсић
2. Здравко Велован
3. Звонимир Властић
4. Сања Грујичић Цупаћ
5. Зоран Димитровски
6. Перица Донков
7. Марио Ђиковић
8. Небојша Здравковић
9. Љиљана Јарић
10. Божидар Кићевић
11. Славенка Ковачевић
12. Слободан Ковачевић
13. Дијана Кожовић
14. Милица Којчић
15. Милинко Коковић
16. Милутин Копања
17. Емило Костић
18. Јадран Крнајски
19. Владислав Коцарев
20. Велизар Крстић
21. Зорица Кушић
22. Ранка Лучић Јанковић
23. Маја Љубојевић
24. Властимир Мадић
25. Бојана Максимовић
26. Весна Марковић
27. Душан Марковић
28. Зоран Миладиновић
29. Миодраг Млађовић
30. Ева Мрђеновић
31. Миодраг Нагорни
32. Драган Николић
33. Љубица Николић
34. Ђорђе Одановић
35. Зорица Павковић Бижић
36. Бранимир Пауновић
37. Рајко Попивода
38. Александар Поповић
39. Зоран Пурић
40. Светлана Раденовић
41. Ђуро Радоњић
42. Предраг Рака Ракићевић
43. Бранко Раковић
44. Владислава Саблић
45. Драган Совиљ
46. Ђорђе Соколовски
47. Драгољуб Станковић
48. Љиљана Стојановић
49. Катарина Стојић
50. Невенка Стојсављевић
51. Станка Тодоровић
52. Драгиша Ћосић
53. Биљана Црнчанин
54. Бранислав Фотић
55. Даниела Фулгоси